# Fedorovskita
La fedorovskita és un mineral de la classe dels borats. Rep el seu nom de Nikolai Mikhailovich Fedorovskii (1886-1956), cristal·lògraf i mineralogista rus, fundador de l'Institut Rus d'Investigació de Recursos Minerals.

## Característiques
La fedorovskita és un borat de fórmula química Ca₂Mg₂B₄O₇(OH)₆. Va ser aprovada com a espècie vàlida per l'Associació Mineralògica Internacional l'any 1975. Cristal·litza en el sistema ortoròmbic. Es troba en forma de cristalls prismàtics, de vegades amb contorns ròmbics, de fins a 1 centímetre; comunament en agregats fibrosos. La seva duresa a l'escala de Mohs és 4,5.
Segons la classificació de Nickel-Strunz, la fedorovskita pertany a «06.DA: Nesotetraborats» juntament amb els següents minerals: bòrax, tincalconita, hungchaoïta, roweïta, hidroclorborita, uralborita, borcarita, numanoïta i fontarnauïta.

## Formació i jaciments
Va ser descoberta al dipòsit de bor de Solongo, a l'altiplà de Vitim, Buriàtia (Rússia), l'únic indret on ha estat trobada, on es troba als filons de tipus skarn. Sol trobar-se associada a altres minerals com: sakhaïta, frolovita, uralborita, szaibelyita i datolita.